# Curcuma haritha
Curcuma haritha là một loài thực vật có hoa trong họ Gừng. Loài này được Jose K. Mangaly và Mamiyil Sabu mô tả khoa học đầu tiên năm 1993.
Mẫu định danh thu thập tại Kolathara, quận Calicut, Kerala, Ấn Độ ngày 30 tháng 5 năm 1988. Holotype: Sabu 39113 A ('39113'); Isotype: Sabu 39113 B, Sabu 39113 C. Tên địa phương của nó là vella kua.

## Phân bố
Loài này có tại bang Kerala, tây nam Ấn Độ. Loài này là một loại địa thực vật mọc ở các khu rừng đất thấp, ở cao độ 25–100 m, cùng với các loài Curcuma khác, ví dụ: C. aeruginosa, C. zedoaria.